# 1. Fotbalový Klub Slovácko
O 1. FC Slovácko é uma equipe de futebol da cidade de Uherské Hradiště (ou Morávia Eslovaca), na região da Morávia, na República Tcheca. 

## História
Foi fundado em 2000, após uma fusão de dois clubes: o 1. FC Synot (fundado em 1927) e o FC Slovácká Slavia Uherské Hradište (fundado em 1894, um dos clubes mais antigos do país). Suas cores são branco e azul.

## Estádio
Disputa suas partidas no Městský fotbalový stadion, em Uherské Hradiště, que tem capacidade para 8.121 espectadores.

## Torneios
A equipe compete atualmente na primeira divisão do Campeonato Tcheco, torneio este no qual nunca obteve uma colocação de muito destaque. Sua melhor colocação foi o quinto lugar em 2003/04. Na Copa da República Tcheca, já foi finalista em 2005, perdendo pro Baník Ostrava por 2 a 1 na decisão.
Nunca disputou uma grande competição européia, a não ser a Copa Intertoto da UEFA, de onde nunca passou da terceira rodada.

## Títulos
Copa da República Tcheca  2021-2022 